# Monte criollo (película)
Monte criollo  es una película argentina en blanco y negro de género dramático y policial dirigida y guionada por Arturo S. Mom que se estrenó el 22 de mayo de 1935 y tiene como principales protagonistas a Nedda Francy, Francisco Petrone, Florindo Ferrario, Domingo Sapelli y Marcelo Ruggero. Esta ópera prima del director, se refiere a la relación entre una mujer y dos hombres, dueños de una casa de baile y juego clandestino, y al conflicto que le pone fin.
El nombre de la película alude al juego de monte, original de España y muy popular hasta mediados del siglo XX en los lugares de Argentina donde se practicaba el juego clandestino. Una segunda versión de su argumento original la dirigió en 1946 con el nombre de Vidas marcadas el director Daniel Tinayre, quien justamente había actuado como asesor técnico en la película de Mom.

## Sinopsis
Lucy, la protagonista femenina encarnada por Nedda Francy, es una mujer de turbio pasado que convence Argüello y Carlos –representados por Francisco Petrone y Florindo Ferrario para que instalen un salón de juego ilegal sobre un cabaret que funcionaba legalmente. Cuando Argüello se interesa románticamente en ella, lo rechaza pues está atraída por Carlos, un cantor mujeriego. La obsesión por ella lleva a Argüello a hacer trampa en la partida de juego que sostiene con Carlos y consigue arruinarlo, pero finalmente ambos pelean y Argüello muere apuñalado pero sin denunciar a su agresor para recobrar así su autoestima como jugador profesional.

## Banda sonora
El filme respeta la “ley no escrita que casi todos obedecían en el cine argentino …la inclusión de atracciones musicales” y es así que el dúo de Agustín Magaldi y Pedro Noda entonó la cueca Como jugando, Azucena Maizani canta el tango Monte criollo, compuesto para la película con letra de Homero Manzi y música de Francisco Pracánico y Florindo Ferrario simula entonar el tango Muchacho de cafetín de los mismos autores.

## Reparto
- Nedda Francy …Lucy
- Francisco Petrone…Argüello
- Florindo Ferrario…Carlos
- Domingo Sapelli…Mendieta
- Marcelo Ruggero…Cañita
- Oscar Villa
- Olga Mom …Lolita
- Azucena Maizani…Ella misma
- Héctor Fioriti
- Marino Seré …Policía
- Juan Siches de Alarcón
- Agustín Magaldi
- Pedro Noda
- Miguel Mileo
- Carlos Fioriti

## Críticas
Para el crítico King en la crónica publicada en la revista Mundo Argentino se trata de

«Una película magnífica (…)  un nivel no alcanzado hasta ahora por filme nacional alguno (…)  siendo (de Mom) el argumento, contó con la ventaja de que al construir sus personajes fue dueño de su psicología. De ahí que se sintiera capacitado por moverlos a su antojo. La interpretación tiene su punto alto en Francisco Petrone (…) esa voz que tantas veces oímos en las tablas, registra magníficamente, y el micrófono capta todos esos matices (…) se mueve sin afectación ni cortedad.»

Manrupe y Portela opinan de la película:

«Interesante búsqueda en el primitivo cine sonoro, con intenciones visuales decó, lucha de fríos intereses y el mundo de los fulleros. Aún hoy la trama se sigue con interés a pesar de lo anticuado de algunas actuaciones. Con resabios del cine mudo, especialmente en algunas escenas de humor a cargo de Marcelo Ruggero, con mucha mímica. Destacable el trabajo de la música sobre la imagen.»